# 孙建国 (1955年)
孙建国（1955年1月—），男，山东沾化人，中华人民共和国政治人物。浙江省杭州市委党校干部大专培训班毕业，浙江省委党校研究生学历。

## 生平
1974年5月加入中国共产党。历任中共浙江省委办公厅调研写作处副处长、秘书一处处长，办公厅副主任，省委副秘书长；浙江省经济体制改革委员会办公室主任；中共衢州市委副书记、代市长、市长、市委书记；浙江省公安厅厅长等职。
2011年10月调往湖南，11月当选中共湖南省第十届省委常委，并兼任湖南省委政法委书记。2012年5月，兼任湖南省公安厅厅长、党委书记。2015年1月，当选为湖南省政协副主席。2015年6月卸任湖南省公安厅厅长、党委书记一职。2015年8月卸任中共湖南省委常委、政法委书记。